# Hildegard Falck
Hildegard Falck (născută Janze; n. 8 iunie 1949, Bad Münder am Deister, Republica Federală Germania, Germania) este o atletă ce a reprezentat Germania, medaliată olimpică. A participat la o ediție a Jocurilor Olimpice (1972) în care a câștigat o medalie de aur în proba de 800 m și o medalie de bronz în proba de 4x400 m.

## Palmares
| An   | Competiție                   | Locație                   | Loc | Eveniment | Note    |
| ---- | ---------------------------- | ------------------------- | --- | --------- | ------- |
| 1970 | Campionatul European în sală | Viena, Austria            | 8   | 800 m     | 2:09,5  |
| 1971 | Campionatul European în sală | Sofia, Bulgaria           | 1   | 800 m     | 2:06,1  |
| 1971 | Campionatul European         | Helsinki, Finlanda        | 7   | 800 m     | NT      |
| 1971 | Campionatul European         | Helsinki, Finlanda        | 2   | 4x400 m   | 3:33,04 |
| 1972 | Jocurile Olimpice            | München, Germania de Vest | 1   | 800 m     | 1:58,55 |
| 1972 | Jocurile Olimpice            | München, Germania de Vest | 3   | 4x400 m   | 3:26,51 |
| 1974 | Campionatul European         | Roma, Italia              | 5   | 4x400 m   | 3:27,9  |